# Kentriodontidae
A Kentriodontidae az emlősök (Mammalia) osztályának párosujjú patások (Artiodactyla) rendjébe, ezen belül a cetek (Cetacea) alrendágába tartozó fosszilis család.
A Kentriodontidae család fajai manapság már nem élnek, de rokonságban álltak a ma is élő delfinfélékkel (Delphinidae). A család fajai az oligocén idején jelentek meg, és a pliocénben haltak ki. A korábbi rendszerezés szerint, ezt a családot 4 alcsaládra (Kampholophinae, Kentriodontinae, Lophocetinae és Pithanodelphinae) osztották fel, azonban az újabb kutatások azt mutatták, hogy a Kentriodontidae család valójában parafiletikus csoportot alkot, vagyis az olyan taxonómiai vagy egyéb csoportosítást, melyben a csoport tagjai visszavezethetők egy közös ősre, viszont a csoport maga nem tartalmazza annak a bizonyos legközelebbi közös ősnek az összes leszármazottját.

## Rendszerezés
A családba az alábbi 5-7 nem tartozik
- Kampholophos
- Kentriodon Kellogg, 1927 - típusnem; késő oligocén-középső miocén; Európa, Kelet-Ázsia, Amerikák[2]
- Rudicetus Bianucci, 2001 - miocén; Olaszország[3]
- Sophianaecetus Kazár, 2006 - középső miocén; Magyarország
- Wimahl Peredo, Uhlen & Nelson, 2018 - kora miocén; Washington, USA[4]
- ?Belonodelphis
- ?Liolithax Kellogg, 1931 - középső miocén; Kalifornia, USA[5][6][7]

## Fordítás
- Ez a szócikk részben vagy egészben  a   Kentriodontidae című angol Wikipédia-szócikk ezen változatának fordításán alapul.  Az eredeti cikk szerkesztőit annak laptörténete sorolja fel. Ez a jelzés csupán a megfogalmazás eredetét és a szerzői jogokat jelzi, nem szolgál a cikkben szereplő információk forrásmegjelöléseként.
- Ez a szócikk részben vagy egészben  a   List_of_extinct_cetaceans#Suborder_Odontoceti című angol Wikipédia-szócikk ezen változatának fordításán alapul.  Az eredeti cikk szerkesztőit annak laptörténete sorolja fel. Ez a jelzés csupán a megfogalmazás eredetét és a szerzői jogokat jelzi, nem szolgál a cikkben szereplő információk forrásmegjelöléseként.